# Mulkharka
Mulkharka – gaun wikas samiti we wschodniej części Nepalu w strefie Sagarmatha w dystrykcie Okhaldhunga. Według nepalskiego spisu powszechnego z 2001 roku liczył on 648 gospodarstw domowych i 3453 mieszkańców (1824 kobiet i 1629 mężczyzn).